# Veiligheidsregio Fryslân
Een veiligheidsregio is een gemeenschappelijke regeling van meerdere gemeenten in een gebied op basis van de wet Gemeenschappelijke Regelingen en de wet Veiligheidsregio's. Het doel van een veiligheidsregio is het beschermen van de bevolking tegen (de gevolgen van) rampen en crises. De Veiligheidsregio Fryslân valt geografisch samen met de Nederlandse provincie Friesland. 
De Veiligheidsregio Fryslân bestaat uit 4 afdelingen: Brandweer Fryslân, GGD Fryslân, Crisisbeheersing en een afdeling bedrijfsvoering. 

## Regioprofiel
- Inwoners: 649.944 (2020, CBS)
- Landoppervlakte: 3349 km² (plus 2392 km² wateroppervlak)
- Een aanzienlijk deel van het land ligt net onder de zeespiegel. De regio kent een complex systeem aan meren, kanalen en dijken.
- Het grootste deel van de Waddenzee valt onder de Veiligheidsregio Fryslân. Tot de regio behoren de bewoonde eilanden Vlieland, Terschelling, Ameland en Schiermonnikoog.
- Gemeente Schiermonnikoog is qua inwoneraantal de kleinste gemeente van Nederland (ca. 950 inwoners).

## Risico's

### Terrein
- BRZO (Besluit Risico's Zware Ongevallen 2015): enkele locaties bij Heerenveen, Drachten en Surhuisterveen.
- De Veiligheidsregio Fryslân kent veel meren en kanalen, terwijl veel land net onder zeeniveau ligt. Excessief hemelwater kan voor wateroverlast zorgen.
- De Veiligheidsregio Fryslân kent punten voor gaswinning in het uiterste noorden, onder meer op Oost-Ameland, bij Blija en bij Anjum. De discussie over gaswinning in de Waddenzee door de NAM duurt voort.
- Kwetsbare locaties voor drinkwaterwinning op Terschelling, Ameland, Schiermonnikoog, Weststellingwerf, Ooststellingwerf en bij Noordbergum
- Het westen van Vlieland wordt voor militaire doeleinden gebruikt.

### Infrastructuur
- Vervoer van gevaarlijke stoffen over de snelwegen van en naar industriegebied Eemsmond in Groningen en/of Duitsland.
- De Afsluitdijk kan bij stormachtig weer gevaar opleveren voor het verkeer.
- Energietransport: 400MVA-schakelstation/-krachtcentrale tussen Noordbergum en Bergum.
- Ondergrondse buisleidingenstraat voor transport van olie en gas van Workum naar Medemblik in Noord-Holland (zie stippellijn op kaart).
- De regio kent één militair vliegveld: de Vliegbasis Leeuwarden. Daarnaast zijn er twee kleine civiele vliegvelden bij Drachten en op Ameland.

### Sociaal-fysiek
- Wadlooproutes van Het Bildt naar Terschelling en van Dongeradeel naar Ameland en de Engelschmanplaat, alleen onder begeleiding.
- Heerenveen kent twee relatief grote stadions: Het Abe Lenstra Stadion en het schaatsstadion Thialf. Bij grote bezoekersaantallen kan dit leiden tot risico's voor de openbare orde en de veiligheid.
- Geen grote attractieparken in deze regio; wel veel watersport.
- Oerol Festival op Terschelling in de zomer kan bij warmte en grote drukte gevaar opleveren voor de openbare orde en de veiligheid, net als de Open Dagen van de Vliegbasis Leeuwarden en de Sneekweek in Sneek.

## Instanties
- Brandweer. De regio telt 66 brandweerkazernes. Ongeveer 1150 vrijwilligers en 150 beroeps dragen zorg voor de brandveiligheid, brandbestrijding en hulpverlening bij incidenten.
- GHOR/GGD
  - Gemeenten: 18. 
    - Voorzitter van de Veiligheidsregio: Sybrand Buma, burgemeester van Leeuwarden.
- Provincie
- Ambulancevervoer: in de gehele regio verzorgd door de RAV Fryslân.
- Politie: De veiligheidsregio is congruent met de grenzen van de politieregio. Korpsgrootte: ongeveer 1600 medewerkers.
- Justitie: Rechtbank (arrondissement) en Gerechtshof (ressort) zetelen in Leeuwarden.
- Waterschappen: de regio valt binnen het gebied van Wetterskip Fryslân, behalve het gebied Lauwersmeer, dat hoort bij Waterschap Noorderzijlvest. Daarnaast kende de Veiligheidsregio Fryslân nog het kleinste waterschap van Nederland: Blija Buitendijks, maar deze is in 2018 opgeheven.
- Rijkswaterstaat: de regio valt binnen de regionale dienst Noord.
- ProRail, beheerder van het spoorwegennet.
- Reddingsbrigade: de regio heeft een convenant met de KNRM.
- Drinkwaterbedrijf: de regio valt geheel binnen het verzorgingsgebied van Vitens.
- Ziekenhuizen: De regio kent ziekenhuizen met klinische faciliteiten in Leeuwarden, Harlingen, Dokkum, Sneek, Heerenveen en Drachten.
- Defensie: de veiligheidsregio valt in het RMC verzorgingsgebied Noord, dat zetelt in Havelte.
- Energiesector: Het beheer van het elektriciteitsnet wordt verzorgd door Liander, behalve in de gemeente Leeuwarden, waar Enexis het energienet beheert.
- Kustwacht

## Convenant
Het Veiligheidsbestuur en het Regionaal College hebben een gezamenlijke bestuurscommissie. 
In formele zin bestaat de veiligheidsregio uit een convenant tussen de Hulpverleningsdienst Fryslân en de Regiopolitie Fryslân. Het convenant stemt de besluitvorming over veiligheid, rampenbeheersing en openbare gezondheid op elkaar af. De diensten overleggen bestuurlijk gezamenlijk in een bestuurscommissie.
In 2011 verenigen de Meldkamers van Leeuwarden, Groningen en Assen zich in Meldkamer Noord-Nederland te Drachten.